# 18—14
«18—14» («Вісімнадцять—чотирнадцять») — російський історичний детективний кінофільм режисера Андреса Пуустусмаа. У головних ролях знялися Сергій Гармаш, Станіслав Бєлозьоров, Степан Балакшин, Іван Макаревич, Федір Бондарчук, Олексій Гуськов і Богдан Ступка. Події відбуваються в Царськосільскому ліцеї в ті часи, коли його учнями були Олександр Пушкін, Олександр Горчаков, Антон Дельвіг. Назва кінофільму походить від того, що сюжет розгортається в 1814 році, а також старшому ліцеїстові було 18 років, молодшому - 14. Прем'єра відбулася 27 грудня 2007 року.

## У головних ролях
- Сергій Гармаш — Костянтин Сазонов - працівник Царськосільського ліцею, серійний вбивця;
- Богдан Ступка — Василь Маліновський - перший директор ліцею, російський дипломат;
- Олексій Гуськов — Фролов - другий директор ліцею;
- Федір Бондарчук — граф Варфоломій Толстой;
- Леонід Громов — Фома
- Сергій Барковський — Пилецький
- Ігор Черневич — слідчий Ананій Борзюк;
- Станіслав Бєлозьоров — Олександр Пушкін;
- Степан Балакшин — Олександр Горчаков;
- Іван Макаревич — Іван Пущин;
- Олександр Биковський — Антон Дельвіг;
- Сергій Друзьяк — Костянтин Данзас;
- Іван Мартинов — Вільгельм Кюхельбекер;
- Роман Ярославцев — Сергій Комовцев;
- Іван Пачін — Іван Малиновський;
- Наталія Суркова — княгиня Аграфена Волконська;
- Олександр Ликов — професор Куніцин;
- Євген Дятлов — професор Кошанський;
- Емілія Співак — фрейліна Ольга;
- Юрій Іцков — Олексій Аракчеєв
- Кирило Кяро — Денисов
- Ігор Яцко — Франц Пешель